# Thomas River
Thomas River är ett vattendrag i Australien. Det ligger i delstaten Western Australia, omkring 800 kilometer norr om delstatshuvudstaden Perth.
Omgivningarna runt Thomas River är i huvudsak ett öppet busklandskap. Trakten runt Thomas River är nära nog obefolkad, med mindre än två invånare per kvadratkilometer. Genomsnittlig årsnederbörd är 293 millimeter. Den regnigaste månaden är januari, med i genomsnitt 83 mm nederbörd, och den torraste är augusti, med 1 mm nederbörd.